# بيير دانزيلي
بيير دانزيلي (2 نوفمبر 1917 في سيت) (بالفرنسية: Pierre Danzelle)‏ لاعب ومدرب كرة قدم فرنسي معتزل كان يجيد اللعب في مركز المهاجم . 

## المسيرة الرياضية
ساهم في تتويج نادي سيت ببطولة دوري الدرجة الأولى موسم 1938/1939 .
بعد اعتزاله النهائي لعب كرة القدم اتجه إلى تدريب نادي سيت سنة 1947 ثم تولى تدريب نادي ديجون من 1960 إلى 1962 . في مارس 1970 حل مكان جان بيير باكريم في تدريب نادي بوردو حتى نهاية الموسم . خلال هذه الفترة البسيطة منح الفرصة للاعب الشاب ألاين غيريسي للبروز والذي أصبح فيما بعد من نجوم الكرة الفرنسية . بعد انتهاء عقده حل مكانه أندريه جيرارد . بعد ذلك تولى تدريب نادي أيكس لفترة بسيطة .

## روابط خارجية
- بيير دانزيلي على موقع قاعدة بيانات كرة القدم.إي يو (الإنجليزية)